# Chiesa di San Nicolò (Cavriago)
La chiesa di San Nicolò, o in modo più completo chiesa di San Nicolò Vescovo, è la parrocchiale patronale di San Nicolò di Cavriago, frazione del comune italiano di Cavriago in provincia di Reggio Emilia. Appartiene al vicariato della Val d'Enza nella diocesi di Reggio Emilia-Guastalla e risale al XIII secolo.

## Storia
Le prime informazioni sulla chiesa a San Nicolò di Cavriago risalgono al 1233 quando venne citata come una delle filiali della pieve di Montecchio (plebis di Monticulo) e appartenente al capitolo della cattedrale di Santa Maria Assunta di Parma, quindi sotto la giurisdizione ecclesiastica di quel territorio. Tra il 1699 e il 1702 fu necessaria la sua riedificazione, realizzata su progetto di Giulio Cesare Colombi. Nel 1828 entrò a far parte della diocesi di Reggio Emilia-Guastalla e circa cinquant'anni più tardi il luogo di culto fu oggetto di un importante restauro e la data dei lavori, il 1876, viene ricordata in una targa posta sopra l'ingresso principale. Nuovi restauri sono stati realizzati entro il 2001.

## Descrizione

### Esterni
La chiesa si trova a San Nicolò di Cavriago, frazione di Cavriago in provincia di Reggio Emilia. La facciata si presenta suddivisa in tre parti sovrapposte. In quella inferiore si trova il grande portale di accesso culminante con arco a tutto sesto sormontato da una piccola cornice rettangolare che contiene la raffigurazione del titolare. Nella parte mediana si trova la grande finestra dal contorno curvilineo che porta luce alla sala. La parte superiore è costituita dal grande frontone mistilineo. Sulla facciata i due livelli inferiori sono caratterizzati, ai lati, da quattro pinnacoli. La torre campanaria si alza in posizione arretrata sulla destra e la sua cella si apre con quattro finestre a monofora.

### Interni
La navata interna è unica ma ampliata da sei cappelle per lato tutte leggermente rialzate. Il fonte battesimale è posto nella prima cappella a sinistra. Il presbiterio che conclude la navata risulta di minore larghezza ed è leggermente rialzato. L'abside ha base semicircolare e da questo si può accedere alla sagrestia. La pala d'altare lignea conserva la raffigurazione di San Nicola realizzata nel XIX secolo. L'adeguamento liturgico del presbiterio è stato ultimato nel 1975.